# Peripheral Component Interconnect Special Interest Group
Il PCI-SIG (Peripheral Component Interconnect Special Interest Group) è un consorzio di industrie operanti nel campo dell'elettronica che sviluppa gli standard per bus di sistema:
- PCI (Peripheral Component Interconnect)
- PCI-X
- PCI Express

Il PCI-SIG ha più di 900 membri che sviluppano dispositivi elettronici di ogni tipologia (schede audio, schede ethernet, modem ecc) sfruttando le sue specifiche.
È una organizzazione no profit.
Tra le varie aziende partecipanti al consorzio si citano: Intel, Microsoft, IBM, Nvidia, ATI Technologies. Il chairman è Tony Pierce da Microsoft e il presidente è Al Yanes un ingegnere di IBM.

## Collegamenti
- Sito del consorzio PCI-SIG, su pcisig.com.